# Nealcidion sexnotatum
Nealcidion sexnotatum is een keversoort uit de familie van de boktorren (Cerambycidae). De wetenschappelijke naam van de soort werd in 1900 als Alcidion sexnotatum gepubliceerd door Charles Owen Waterhouse.